# Yvelines
Yvelines är ett franskt departement i regionen Île-de-France. Huvudorten är Versailles. 

## Historik
Yvelines skapades 1 januari 1968 ur den västra delen av det avskaffade departementet Seine-et-Oise enligt ett dekret utfärdat 26 februari 1965. 1969 tillfördes Yvelines kommunerna Châteaufort och Toussus-le-Noble från granndepartementet Essonne.